# برند کریستین
برند کریستین (انگلیسی: Christian Brand؛ زادهٔ ۲۳ مهٔ ۱۹۷۲) بازیکن فوتبال اهل آلمان است.
از باشگاه‌هایی که در آن بازی کرده‌است می‌توان به باشگاه فوتبال وولفسبورگ، باشگاه فوتبال لوتسرن، باشگاه فوتبال هانزا روستوک، باشگاه ورزشی وردر برمن، و باشگاه فوتبال اسنابروک اشاره کرد.